# Giro di Sardegna 1980
Il Giro di Sardegna 1980, ventiduesima edizione della corsa, si svolse dal 23 al 27 febbraio 1980 su un percorso di 811 km, suddiviso su 5 tappe, la seconda suddivisa sua due semitappe, con partenza da Alghero e arrivo a Calaverde/Pula, nell'omonima regione italiana. La vittoria fu appannaggio del tedesco Gregor Braun, che completò il percorso in 22h02'18", precedendo il norvegese Knut Knudsen e l'italiano Roberto Visentini.

## Tappe
| Tappa  | Data        | Percorso                                                | km  | Vincitore di tappa | Leader cl. generale |
| ------ | ----------- | ------------------------------------------------------- | --- | ------------------ | ------------------- |
| 1ª     | 23 febbraio | Alghero > Tempio Pausania                               | 180 | Roger De Vlaeminck | Roger De Vlaeminck  |
| 2ª-1   | 24 febbraio | Tempio Pausania > Santa Teresa di Gallura               | 115 | Roger De Vlaeminck | Roger De Vlaeminck  |
| 2ª-2   | 24 febbraio | Santa Teresa di Gallura > Marmorata (cron. individuale) | 9   | Gregor Braun       | Gregor Braun        |
| 3ª     | 25 febbraio | Santa Teresa di Gallura > Nuoro                         | 198 | Alf Segersäll      | Gregor Braun        |
| 4ª     | 26 febbraio | Nuoro > Oristano                                        | 146 | Roger De Vlaeminck | Gregor Braun        |
| 5ª     | 27 febbraio | Oristano > Calaverde/Pula                               | 163 | Roger De Vlaeminck | Gregor Braun        |
| Totale | Totale      | Totale                                                  | 811 |                    |                     |

## Dettagli delle tappe

### 1ª tappa
- 23 febbraio: Alghero > Tempio Pausania – 180 km

Risultati
| Pos. | Corridore          | Squadra    | Tempo    |
| ---- | ------------------ | ---------- | -------- |
| 1    | Roger De Vlaeminck | Boule d'Or | 5h18'05" |
| 2    | Pierino Gavazzi    | Magniflex  | s.t.     |
| 3    | Alfons De Wolf     | Boule d'Or | s.t.     |

| Pos. | Corridore          | Squadra    | Tempo |
| ---- | ------------------ | ---------- | ----- |
| 1    | Roger De Vlaeminck | Boule d'Or | ?     |

### 2ª tappa, 1ª semitappa
- 24 febbraio: Tempio Pausania > Santa Teresa di Gallura – 115 km

Risultati
| Pos. | Corridore          | Squadra    | Tempo    |
| ---- | ------------------ | ---------- | -------- |
| 1    | Roger De Vlaeminck | Boule d'Or | 3h10'13" |
| 2    | Freddy Maertens    | S. Giacomo | s.t.     |
| 3    | Tommy Prim         | Bianchi    | s.t.     |

| Pos. | Corridore          | Squadra    | Tempo |
| ---- | ------------------ | ---------- | ----- |
| 1    | Roger De Vlaeminck | Boule d'Or | ?     |

### 2ª tappa, 2ª semitappa
- 24 febbraio: Santa Teresa di Gallura > Marmorata – Cronometro individuale – 9 km

Risultati
| Pos. | Corridore         | Squadra    | Tempo  |
| ---- | ----------------- | ---------- | ------ |
| 1    | Gregor Braun      | Sanson     | 12'11" |
| 2    | Knut Knudsen      | Bianchi    | a 17"  |
| 3    | Roberto Visentini | S. Giacomo | a 28"  |

| Pos. | Corridore    | Squadra | Tempo |
| ---- | ------------ | ------- | ----- |
| 1    | Gregor Braun | Sanson  | ?     |

### 3ª tappa
- 25 febbraio: Santa Teresa di Gallura > Nuoro – 198 km

Risultati
| Pos. | Corridore       | Squadra    | Tempo    |
| ---- | --------------- | ---------- | -------- |
| 1    | Alf Segersäll   | Bianchi    | 5h17'21" |
| 2    | Roberto Ceruti  | Gis Gelati | s.t.     |
| 3    | Simone Fraccaro | Gis Gelati | s.t.     |

| Pos. | Corridore    | Squadra | Tempo |
| ---- | ------------ | ------- | ----- |
| 1    | Gregor Braun | Sanson  | ?     |

### 4ª tappa
- 26 febbraio: Santa Teresa di Gallura > Nuoro – 146 km

Risultati
| Pos. | Corridore          | Squadra    | Tempo    |
| ---- | ------------------ | ---------- | -------- |
| 1    | Roger De Vlaeminck | Boule d'Or | 3h34'23" |
| 2    | Knut Knudsen       | Bianchi    | s.t.     |
| 3    | Silvano Contini    | Bianchi    | s.t.     |

| Pos. | Corridore    | Squadra | Tempo |
| ---- | ------------ | ------- | ----- |
| 1    | Gregor Braun | Sanson  | ?     |

### 5ª tappa
- 27 febbraio: Oristano > Calaverde/Pula – 163 km

Risultati
| Pos. | Corridore          | Squadra    | Tempo    |
| ---- | ------------------ | ---------- | -------- |
| 1    | Roger De Vlaeminck | Boule d'Or | 4h29'40" |
| 2    | Giuseppe Saronni   | Gis Gelati | s.t.     |
| 3    | Alfons De Wolf     | Boule d'Or | s.t.     |

| Pos. | Corridore         | Squadra    | Tempo     |
| ---- | ----------------- | ---------- | --------- |
| 1    | Gregor Braun      | Sanson     | 22h02'18" |
| 2    | Knut Knudsen      | Bianchi    | a 17"     |
| 3    | Roberto Visentini | S. Giacomo | a 28"     |

## Classifiche finali

### Classifica generale
| Pos. | Corridore                | Squadra             | Tempo     |
| ---- | ------------------------ | ------------------- | --------- |
| 1    | Gregor Braun             | Sanson-Campagnolo   | 22h02'18" |
| 2    | Knut Knudsen             | Bianchi-Piaggio     | a 17"     |
| 3    | Roberto Visentini        | San Giacomo-Benotto | a 28"     |
| 4    | Roger De Vlaeminck       | Boule d'Or          | a 38"     |
| 5    | Alfons De Wolf           | Boule d'Or          | a 41"     |
| 6    | Giuseppe Saronni         | Gis Gelati          | a 44"     |
| 7    | Tommy Prim               | Bianchi-Piaggio     | a 49"     |
| 8    | Silvano Contini          | Bianchi-Piaggio     | a 57"     |
| 9    | Claudio Torelli          | Bianchi-Piaggio     | a 58"     |
| 10   | Gianbattista Baronchelli | Bianchi-Piaggio     | a 1'00"   |